# (5447) Lallement
(5447) Lallement est un astéroïde de la ceinture principale.

## Description
(5447) Lallement est un astéroïde de la ceinture principale. Il fut découvert le 6 août 1991 à l'Observatoire Palomar par Henry E. Holt. Il présente une orbite caractérisée par un demi-grand axe de 2,97 UA, une excentricité de 0,09 et une inclinaison de 9,8° par rapport à l'écliptique.

## Compléments